# Ursari

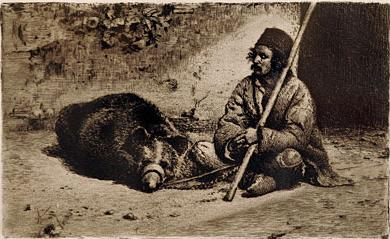
El Ursari, dibujo de Theodor Aman

Los ursari (generalmente interpretado como "líderes de osos" o "cuidadores de osos"; del rumano: urs, que significa "oso"; singular: ursar; búlgaro: урсари, ursari) o richinara son el grupo ocupacional tradicionalmente nómada de entrenadores de animales del pueblo gitano, (pueblo romaní).
Una categoría endogámica que originalmente obtenía la mayor parte de sus ingresos de actuaciones de música callejera en las que usaban osos bailarines, generalmente osos pardos y, en varios casos, monos del Viejo Mundo. En gran parte se han asentado después de la década de 1850. Los ursari forman una parte importante de la comunidad romaní de Rumanía, donde son uno de los 40 grupos tribales, así como segmentos notables de la población romaní búlgara y de la de Moldavia. También forman una parte considerable de la población romaní presente en Serbia y países de Europa Occidental tales como Holanda e Italia.
La palabra ursari también puede referirse a un dialecto del romaní balcánico, como se habla en Rumania y Moldavia, aunque se estima que la mayoría de los ursari, como los Boyash, hablan rumano como lengua materna. No existe consenso académico sobre si los ursari pertenecen al subgrupo sinti de la población romaní o a la otra mitad de la población romaní. Una encuesta rumana realizada en 2004 entre 347 romaníes encontró que 150 se referían a sí mismos como "Ursari" (o el 43,2%, y el grupo más grande).
Los romaníes de habla rumana que manejan osos o monos en Bulgaria, llamados mechkari (мечкари), maymunari o ursari, se consideran ocasionalmente como una comunidad separada o como una parte distinta de la población boyash, al igual que las personas identificadas como ursari en Italia. Se cree que el grupo Coşniţari (o koshnichari ), presente a ambos lados del Danubio (tanto en Rumanía como en Bulgaria), es un segmento de los ursari. Otros grupos de países de Europa del Este, aunque vinculados por profesión, hablan diferentes idiomas y dialectos y no se consideran parte de los ursari; incluyen los medvedara en Grecia, ričkara en Eslovaquia, Arixhinj en Albania y Roma Ayjides en el área de Estambul en Turquía.